# Щёголев, Никифор Иванович
Ники́фор Ива́нович Щёголев (1825—1884) — российский духовный писатель, профессор Киевской духовной академии.

## Биография
Родился в 1825 году в селе Верхнем Скорчье, Новосильского уезда Тульской губернии, где отец его в это время был причетником.
Воспитывался сначала в Тульском духовном училище, откуда был переведён в Тульскую духовную семинарию. По окончании семинарии в 1845 году по первому разряду он был отправлен на казённый счёт в Киевскую духовную академию, которую в 1849 году окончил вторым магистром богословия и 4 ноября 1849 года был назначен бакалавром по классу патрологии. 
Сначала он занимал кафедру патрологии, а затем, с 5 февраля 1857 года, кафедру библейской истории, причём 12 ноября 1858 года был утверждён в звании экстраординарного профессора, а 21 января 1860 — в звании ординарного профессора. Ко времени профессорской деятельности относятся и его литературные труды.
Выслужив пенсию, в 1874 году вышел в отставку в чине действительного статского советника и поселился в Киеве, где и прожил до самой кончины 26 января (7 февраля) 1884 года.